# Kisgyörgy Lajosné
Kisgyörgy Lajosné, született Fedor Magda (Pinkaszentkirály, 1914. január 14. – 2017. december 8.) világ- és Európa-bajnoki ezüstérmes magyar sportlövő.

## Pályafutása
1937 és 1940 között a Bulcsú Lövész Egyesület, 1940 és 1946 között a Műegyetemi Lövész Egyesület, 1947-ben a Partizán SC, 1948-ban a Központi Városháza LK, 1949-ben a XI. kerületi MSZHSZ, 1952 és 1979 között a Bp. Honvéd sportlövője volt.
1940 és 1973 között vett rész a magyar bajnokságon férfi és női versenyszámokban. Puskás (lég- kisöbű, standard-, nagyöbű) és a pisztolyos (légpisztoly, standard-pisztoly) számokban összesen 123 bajnoki címet nyert; ebből 68 egyéni, a többi csapatversenyben elért országos bajnoki cím volt. A legtöbb magyar bajnokságot nyert sportolónő.
1949 és 1977 között volt a magyar válogatott tagja volt. Világbajnokságon egy ezüst- és két bronzérmet, Európa-bajnokságokon két ezüst- és hat bronzérmet szerzett. Olimpián nem vett részt, ugyanis a női sportlövészet csak 1984-ben került be a programba.
1969-ben az év női sportlövőjének választották Magyarországon. 95 éves korában a Magyar Olimpiai Bizottság Fair-play Életmű-díját vehette át, sportpályafutásának elismeréseként.
Miután visszavonult a versenysportból, edző lett, a KSI SE , a Zalka SE - az Országos Katonai Műszaki Főiskola klubja - az Óbuda Lövész Egyesület és az Igazságügyi Minisztérium Duna Lövészklubjának felkészülését irányította.

## Családja
Pinkaszentkirályban született - ma Vasalja része - 1914-ben, családja ötödik gyermekeként. Szombathelyen nőtt fel, iskolai éveiben korcsolyázott és teniszezett, a Szombathelyi SE-ben együtt játszott Asbóth József, későbbi Roland Garros-győztes teniszezővel. Szülei Fedor István tanár és Mazalin Anna voltak. Férje Kisgyörgy Lajos sportlövő, edző volt. Lánya Kisgyörgy Magdolna sportlövő, teniszező, edző. Unokája Kisgyörgy Gergely teniszező.

## Sikerei, díjai
- Az év magyar sportlövője (1969)
- Világbajnokság – kisöbű puska
  - ezüstérmes: 1958 (összetett csapat)
  - bronzérmes (2): 1958 (egyéni), 1964 (fekvő csapat)
- Európa-bajnokság – kisöbű puska
  - ezüstérmes (2): 1957, 1961 (fekvő csapat)
  - bronzérmes (6): 1955 (térdelő, álló és fekvő csapat), 1957 (összetett csapat), 1969 (légpuska egyéni és fekvő csapat)